# 聖伯納犬

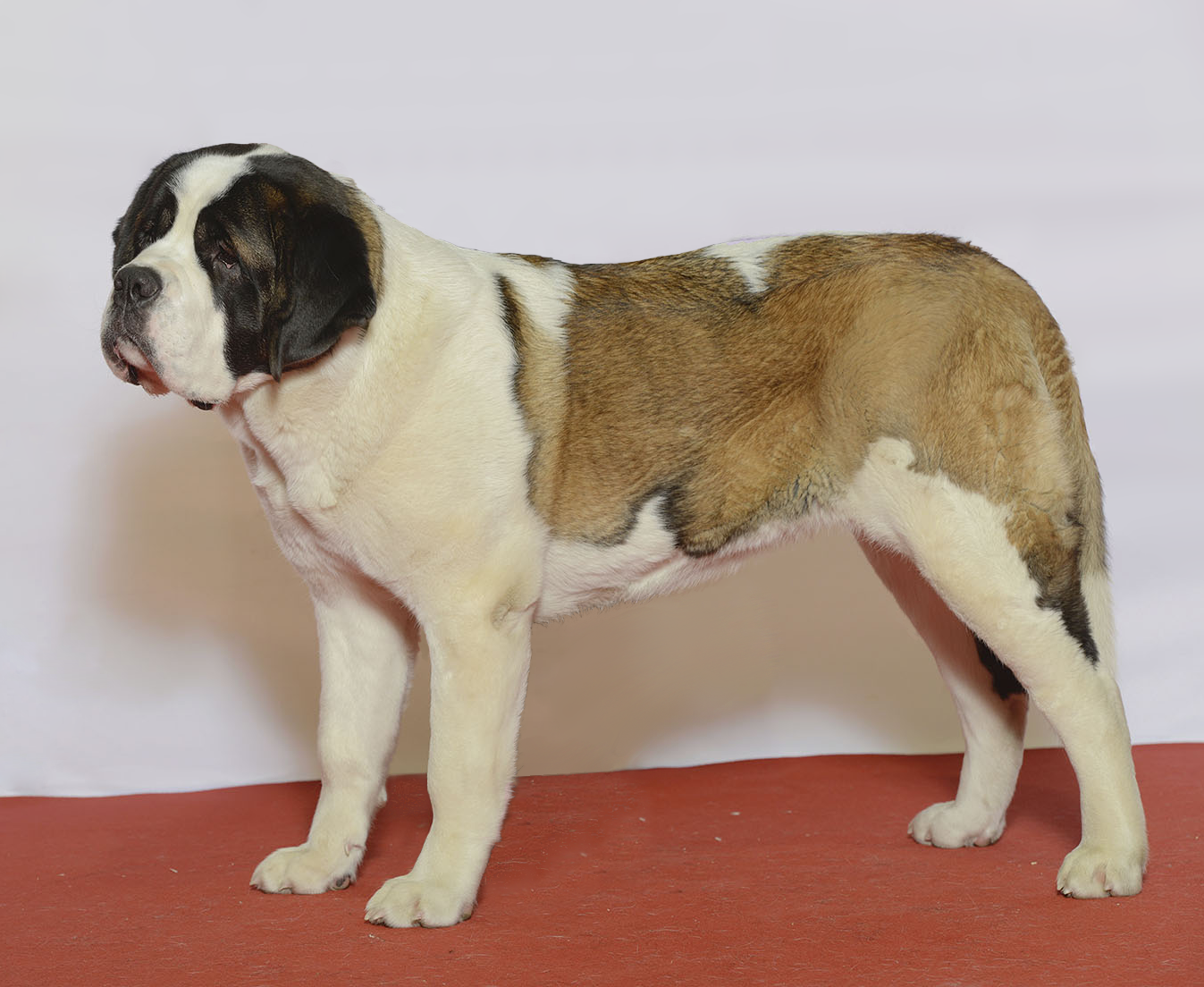
成年聖伯納犬

聖伯納犬（法語：Saint-bernard）原產於瑞士，是當今世界上的一種超大型犬， 以雪地救護而聞名於世。
聖伯納犬是一種體型巨大，身軀強壯且頭型稍大的狗兒，牠的祖先原居住在海拔2500公尺高的阿爾卑斯高山上，稱為阿爾卑斯獒犬，擁有許多山犬的特徵。據傳說是聖伯納修道院的修士為了更有效的進行山難救助，才刻意培育出聖伯納犬這種救助犬。聖伯納犬壽命大概8～10年，身高61～71公分，體重約51～91公斤左右，屬於大型犬。一般毛色以紅色、白色、棕色、黑色比較常見，身上毛色較雜有斑點。此類犬個性相當溫和，且溫馴。對於飼養牠的主人很聽話，不隨便攻擊人。可訓練為救難犬。
瑞士马蒂尼有一座圣伯纳博物馆。

## 外部連結
- 中的“St. Bernard”